# 鶴本崇文
鶴本 崇文（つるもと たかふみ、1985年5月20日 - ）は、大阪府出身の競艇選手。登録番号4384。身長164cm。血液型A型。98期。大阪支部所属。同期に平山智加、是澤孝宏、松田祐季らがいる。
2000年制作、映画岸和田少年愚連隊 野球団〈岸和田少年野球団〉に小鉄（少年期）役として出演したことがある。

## 来歴
- やまと競艇学校時代、リーグ戦勝率7.06（準優出6 優出3 第2戦優勝）の成績を残して、卒業記念競走で優勝した。
- 2006年5月13日、住之江競艇場でデビュー（5着）。5月15日、3日目2Rで初勝利（4走目）。
- 2008年3月20日、尼崎競艇場での新鋭リーグ第2戦で初優出（4着）。
- 2009年1月20日、びわこ競艇場でのG1第23回新鋭王座決定戦でG1初出場。5日目、4Rで3号艇5コースから差してG1初勝利。
- 2010年3月7日、常滑競艇場での「BP川崎開設記念競走」で初優勝（優出9回目）。
- 2018年10月12日、戸田競艇場のG1戸田プリムローズ開設62周年記念で、G1初優出（2号艇2コース、3着）。
- 2018年10月21日、江戸川競艇場のG2江戸川634杯　モーターボート大賞で1号艇から逃げを決めて、記念初制覇[2]。